# David (Michelangelo)
Michelangelov David rađen od 1500. do 1504., remek-djelo je kiparstva renesanse i jedno od Michelangelova dva najveća kiparska djela, zajedno s Pietom. Sám David smatra se jednim od najprepoznatljivijih kiparskih djela na svijetu, a postao je važnim simbolom ljudske snage i mladenačke ljepote. 5,17 metara visok mramorni kip portretira Biblijskog lika Kralja Davida u trenutku kad se još, kao mladić, sukobio s divom Golijatom. Postao je i simbol Firentinske republike, nezavisnog grada-države pod prijetnjama sa svih strana moćnijih neprijateljskih država. Dovršeni kip otkriven je 8. rujna 1504.

## Povijest
Povijest Michelangelovog kipa Davida prethodi njegovom stvaranju od 1500. to 1504., sve do davne 1464. kada je veliki projekt zadan Agostinu di Ducciu, koji je uspio izraditi samo noge, stopala i prsa figure. Iz nepoznatih razloga, njegova veza s projektom prestala je nakon smrti njegova učitelja Donatella 1466. te je projekt prema dogovoru preuzeo Antonio Rossellino, no i njegov ugovor brzo je prekinut.
U međuvremenu, komad mramora iz Carrare u sjevernoj Italiji ostao je zapušten i izložen elementarnim nepogodama u vrtu radionice katedrale čak dvadeset pet godina. Kasnije je, nakon inventure radionice katedrale, odlučeno da se odabere kipar koji bi taj komad mramora pretvorio u dovršeno umjetničko djelo. Iako su mnogi dotada poznati umjetnici bili u izboru kao i Leonardo da Vinci, ipak je odabran tek dvadesetšestogodišnji Michelangelo koji je uvjerio Operai da je zaslužio takav zadatak. Dodijeljen mu je i službeni ugovor o preuzimanju ovog izazovnog zadatka. Započeo je klesati kip ujutro ponedjeljka 13. rujna, mjesec dana nakon što mu je dodijeljen ugovor. Na golemom kipu biblijskog heroja radit će još nešto više od tri godine.
Michelangelov David razlikuje se od ostalih po tome što prikazuje Davida prije nego što je krenuo u borbu, dok ga ostali prikazuju nakon slavne pobjede nad divom (kao npr. Donatellov i Verrocchijev David prije). Umjesto da je prikazan pobjedonosno nakon što je porazio mnogo krupnijeg neprijatelja, prikazuje se njegovo nestrpljenje i spremnost za borbu. Na spuštenoj desnoj ruci vide se izbočene žile a zakrivljen položaj tijela pokazuje kako je u pokretu. Glavna je nakana kipara bila da prikaže Davida nakon što je odlučio stupiti u bitku ali prije same pobjede; dakle, nakon svjesne odluke ali prije svjesnog djela.
25. siječnja 1504., kad je kip bio gotovo završen, odbor firentinskih umjetnika uključujući Leonarda da Vincija i Sandra Botticellija sastao se kako bi odabrao prikladno mjesto za izlaganje Davida. Većina, s Giulianom da Sangallom na čelu i s potporom Leonarda i Piere di Cosima smatrali su da bi kip trebao biti (pogotovo zbog svoje mramorne izrade) postavljen pod sigurnost krova Loggie dei Lanzi na trgu Piazza della Signoria. Manjina u potpori Botticellija smatrala je da bi kip trebao biti postavljen na ili kraj Katedrale. Konačno, David je postavljen ispred ulaza Palazzo Vecchia, također na trgu Piazza della Signoria zamijenivši Donatellove brončane Juditu i Holoferna, koja je (Judita) utjelovljivala žensku hrabrost i herojski otpor. Bilo je potrebno četiri dana da prenesu kip Davida iz Michelangelove radionice do trga. Iste 1504. stanovnici Firenze dodali su pozlaćeni vijenac na glavu kipa i brončani pozlaćeni pojas da prekriju njegovu golotinju; također su pozlatili i potpornju kladu (koja je držala kipa).
Kako bi se zaštitio od oštećivanja kip je 1873. premješten u firentinsku Akademsku Galeriju, gdje stoji i danas i privlači mnoge posjetitelje. Kopija kipa postavljena je na trg Piazze della Signorie 1910. godine.
Godine 1991. vandal je napao kip s čekićem, oštetivši prste lijevog stopala prije nego što je odstranjen. No događaj i nije bio u potpunosti koban, jer je omogućio znanstvenicima da saznaju da mramor kojim je Michelangelo radio dolazi s kamenoloma Fantiscrittija u Misegliji, središnje od tri male doline u Carrari. Blok mramora vađen je iz kamenoloma 40 godina prije izrade Davida. U tom vremenskom periodu Duccio i Rossellino trebali su ga iskoristiti no oboje nisu imali dovoljno iskustva da isklešu takav komad mramora te su odustali.
Mramor od kojeg je izrađen David zapravo sadrži puno mikroskopskih rupica od kojih se kvari brže od ostalih mramora. Vjeruje se da ga je, zbog osrednje kvalitete mramora, Michelangelo dobio besplatno. Zbog propadanja mramora u 2003. dogodila se kontroverza za vrijeme prvog velikog čišćenja kipa još od 1843. Naime, neki su se stručnjaci protivili korištenju vode zbog daljnjeg propadanja mramora.